# Джордан Стеффенс
Джордан Стеффенс (англ. Jordan Steffens, нар. 16 жовтня 1989, Австралія) — австралійський стронгмен. Стронґменом почав займатися у 2012 році. Саме того раку він посів друге місце у змаганні «Найсильніша людина Австралії», що стало його найкращим скутком.

## Власні скутки
- Мертве зведення — 290 кг